# Armand Jean de Vignerot du Plessis
Armand Jean de Vignerot du Plessis, II duca di Richelieu (Parigi, 3 ottobre 1629 – Parigi, 20 maggio 1715), è stato un ammiraglio francese.
Nipote del cardinale di Richelieu, e ammiraglio delle galere nel 1642, fu inviato a Napoli che nel 1647 si era ribellata agli spagnoli proclamando la Repubblica napoletana. Dato che incrociò la squadra di don Giovanni d'Austria al largo di Capri non poté scaricare le truppe che trasportava.